# (175539) 2006 SY201
(175539) 2006 SY201 es un asteroide perteneciente al cinturón de asteroides, región del sistema solar que se encuentra entre las órbitas de Marte y Júpiter, descubierto el 24 de septiembre de 2006 por el equipo del Spacewatch desde el Observatorio Nacional de Kitt Peak, Arizona, Estados Unidos.

## Designación y nombre
Designado provisionalmente como 2006 SY201. 

## Características orbitales
2006 SY201 está situado a una distancia media del Sol de 2,788 ua, pudiendo alejarse hasta 2,922 ua y acercarse hasta 2,654 ua. Su excentricidad es 0,048 y la inclinación orbital 4,551 grados. Emplea 1700,30 días en completar una órbita alrededor del Sol.
Pertenece a la familia de asteroides de (1726) Hoffmeister.

## Características físicas
La magnitud absoluta de 2006 SY201 es 16,53. Tiene 3,538 km de diámetro y su albedo se estima en 0,039.